# Julius Caesar Scaliger
Julius Caesar Scaliger nebo také Giulio Cesare della Scala (23. dubna 1484, Riva del Garda – 21. října 1558, Agen, Francie) byl italský humanistický lékař, učenec a filolog, který strávil většinu své kariéry ve Francii. Použil techniky a objevy humanismu k obraně aristotelismu před novým učením. Zabýval se mimo jiné teorií básnictví. Přítel a učitel Michela de Nostradama, kterému umožnil studovat ve své tajné knihovně.[zdroj⁠?!]

## Dílo
- Poetices libri septem (Sedm knih o básnickém umění, 1561)
- Seznam děl v Souborném katalogu ČR, jejichž autorem nebo tématem je Julius Caesar Scaliger